# Multi-Angle Imager for Aerosols

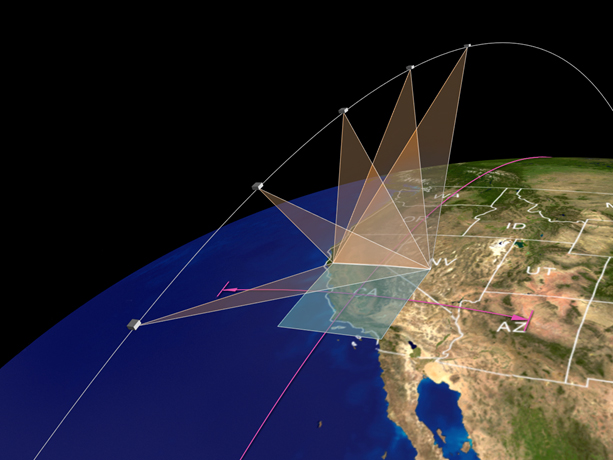
Stratégie de mesure des polluants de l'air par l'instrument Maia.

Multi-Angle Imager for Aerosols plus communément désigné par son acronyme MAIA est un instrument développé par l'agence spatiale américaine, la NASA. MAIA est un instrument embarqué sur un satellite circulant sur une orbite basse constitué d'une caméra effectuant des mesures radiométriques et polarimétriques dans 14 bandes spectrales. Ces données sont utilisées pour déterminer la taille, la composition et les quantités de particules présentes dans l'air pollué. MAIA doit permettre de mesurer  l'impact des différents types de particules sur la santé de la population et ainsi affiner la définition des seuils de pollution et mieux planifier les stratégies de lutte contre la pollution de l'air. Ses observations porteront en priorité sur une dizaine de grandes agglomérations mondiales dont Los Angeles, Boston, Barcelone, Rome, Delhi et Pékin. MAIA, qui est développé par le Jet Propulsion Laboratory, fait partie des missions de la NASA de la classe Earth Venture. Elle a été sélectionnée par l'agence spatiale en 2016 et doit être placée en orbite en 2024.

## Contexte
Des liens évidents ont été établis entre les risques de maladie et les décès prématurés d'une part et l'exposition aux particules présentes dans l'atmosphère d'autre part. Selon l'Organisation Mondiale pour la Santé, environ 3,7 millions de décès en 2012 sont imputables aux particules présentes dans l'atmosphère. 88% de ces décès ont lieu dans des pays à faible ou moyen revenu. Historiquement, l'exposition aux particules était estimée grâce à un couteux réseau de stations au sol. Mais ce type de mesure est quasi inexistant dans de nombreux pays du monde, en particulier ceux où la pollution de l'air est la plus élevée. Même aux États-Unis seuls 30% des comtés disposent d'un tel système. Le satellite de la NASA Terra placé en orbite en 1999 a inauguré la mesure des particules depuis l'espace et a permis d'établir une carte mondiale de l'exposition aux particules PM<inf>2,5</inf> (de diamètre inférieur à 2,5 microns). Au cours de la décennie 2010 plusieurs méthodes permettant d'estimer depuis l'espace la concentration de ces particules au niveau du sol ont été mises au point permettant de combler les lacunes du réseau des stations de mesure au sol. Mais la corrélation entre la nature des particules et leur effet sur la santé n'est pas connue. Les différentes particules ne présentent pas la même toxicité. Or ces données sont essentielles pour définir les seuils de pollution et les stratégies de réduction de celle-ci en optimisant les couts.
Seule une fraction des stations de mesure au sol peuvent mesurer les concentrations de particules PM<inf>2,5</inf> en général avec une fréquence comprise entre 1 et 6 jours. Les instruments installés sur les satellites ne permettent pas de différencier les particules PM<inf>2,5</inf> et PM<inf>10</inf> et de distinguer la composition des particules. L'instrument MAIA doit permettre de combler ces deux lacunes.

## Objectifs
MAIA doit mesurer les concentrations et la typologie des particules présentes dans l'atmosphère au-dessus de plusieurs mégalopoles dans le monde. Celle-ci sera combinée avec les données de santé des populations de ces villes pour déterminer la toxicité des différents types de particule. La mission doit permettre de répondre à trois questions scientifiques :
- Quels types de particules présents dans l'atmosphère sont dangereux à court terme (quelques jours à quelques semaines). Quels pics de pollution sont liés à des recrudescences de l'asthme, d'admissions à l'hôpital et des morts subites ?
- Quels types de particules sont dangereux durant la grossesse ? La pollution de l'air respiré est associée à des problèmes de surtension sanguine durant la grossesse et à des problèmes de sous-poids à la naissance.
- Quels types de particules sont dangereux sur le long terme (au bout de plusieurs années) ? L'exposition chronique à la pollution provoque des maladies cardiaques et des arrêts cardiaques. Elle est également associée au cancer du poumon et à d'autres maladies respiratoires. On sait que les impacts d'exposition sur de longues durées sont plus importants que ceux sur de courtes durées.

Les objectifs secondaires de la mission sont : 
- Collecter des mesures au-dessus de certaines régions intéressant les scientifiques œuvrant sur la qualité de l'air et le climat. Parmi ces données figurent les observations effectuées caractérisées par des taux de pollution de l'air élevé et des événements majeurs affectant la qualité de l'air comme les incendies ou les éruptions volcaniques.
- Valider des technologies innovantes mises en œuvre par l'instrument.

## Mesures effectuées
À partir des données collectées par MAIA, des traitements permettent de déterminer la concentration totale des particules PM<inf>10</inf> (particules dont le diamètre est inférieur à 10 microns), PM<inf>2,5</inf> ainsi que les concentrations de sulfate, nitrate, carbone, carbone élémentaire et poussières de diamètre inférieur à 2,5 microns. Ces données seront collectées au-dessus de toutes les zones cibles primaires. La résolution spatiale finale est de 1 kilomètre et la fréquence de mesure est en moyenne de trois fois par semaine.
Onze zones cibles primaires ont été choisies selon plusieurs critères : population importante pour obtenir des données statistiques significatives, données sur la santé des habitants disponibles, niveaux de pollution variables d'une saison à l'autre ou d'un lieu à l'autre, données sur la pollution de l'air au sol disponibles, taux de nébulosité faible pour permettre les observations, localisation permettant de fréquents survols par l'instrument. Des cibles secondaires ont été également sélectionnées pour des observations sur les aérosols et les nuages mais aucune mesure d'impact sur la santé n'est prévu. MAIA pourra être également utilisé pour observer des événéments affectant la qualité de l'air comme des incendies de grande ampleur, des éruptions volcaniques...
Les villes choisies comme cibles primaires sont : 
- États-Unis : Los Angeles, Atlanta, Boston
- Espagne : Barcelone
- Italie : Rome
- Afrique du Sud : Johannesbourg
- Israël : Tel Aviv
- Inde : New Delhi
- Chine : Pékin
- Formose : Taipei

## Historique du projet
MAIA est avec TROPICS un des deux projets sélectionnés en 2018 parmi quatorze propositions pour faire partie de la classe Earth Venture. Ces missions de l'agence spatiale américaine, la NASA, sont caractérisées par des couts faibles souvent associés à des risques élevés et relèvent du domaine de l'observation de la Terre. Le responsable scientifique de la mission est David Diner du Jet Propulsion Laboratory qui avec son équipe dispose d'une longue expérience dans le domaine de la polarimétrie, de la pollution de l'air et de la santé humaine. Diner a développé de nombreuses expériences suborbitales de polarimétrie. Le projet est développé par le JPL avec la participation du Centre de recherche Langley et du centre de vol spatial Goddard (établissements de la NASA) ainsi que de plusieurs universités,. Un budget maximal de 97 millions US$ est affecté au développement de l'instrument, à sa mise en œuvre et au traitement des données recueillies.
L'instrument devait initialement être placé à bord du micro-satellite Orbital Test Bed-2 (OTB) de la société General Atomics avec qui avait été signé un contrat de 38,5 millions US$. Cette dernière avait sélectionné en février 2021 le lanceur Firefly Alpha pour la mise en orbite. Mais à la suite des problèmes rencontrés par le constructeur du lanceur (dû sans doute à la nationalité ukrainienne de l'actionnaire principal qui avait dû désinvestir à la demande du Congrès américain), la NASA avait décidé fin 2021 de mettre fin à l'accord avec General Atomics. La NASA a décidé d'installer son instrument sur un micro-satellite reposant sur la plateforme italienne Platino développée par un consortium d'entreprises comprenant Thales Alenia Space, Leonardo and Airbus Defence and Space pour des satellites de moins de 200 kilogrammes. Maia devrait être installée sur le deuxième exemplaire, Platino 2, qui serait placé en orbite en 2024.

Schéma de l'instrument MAIA
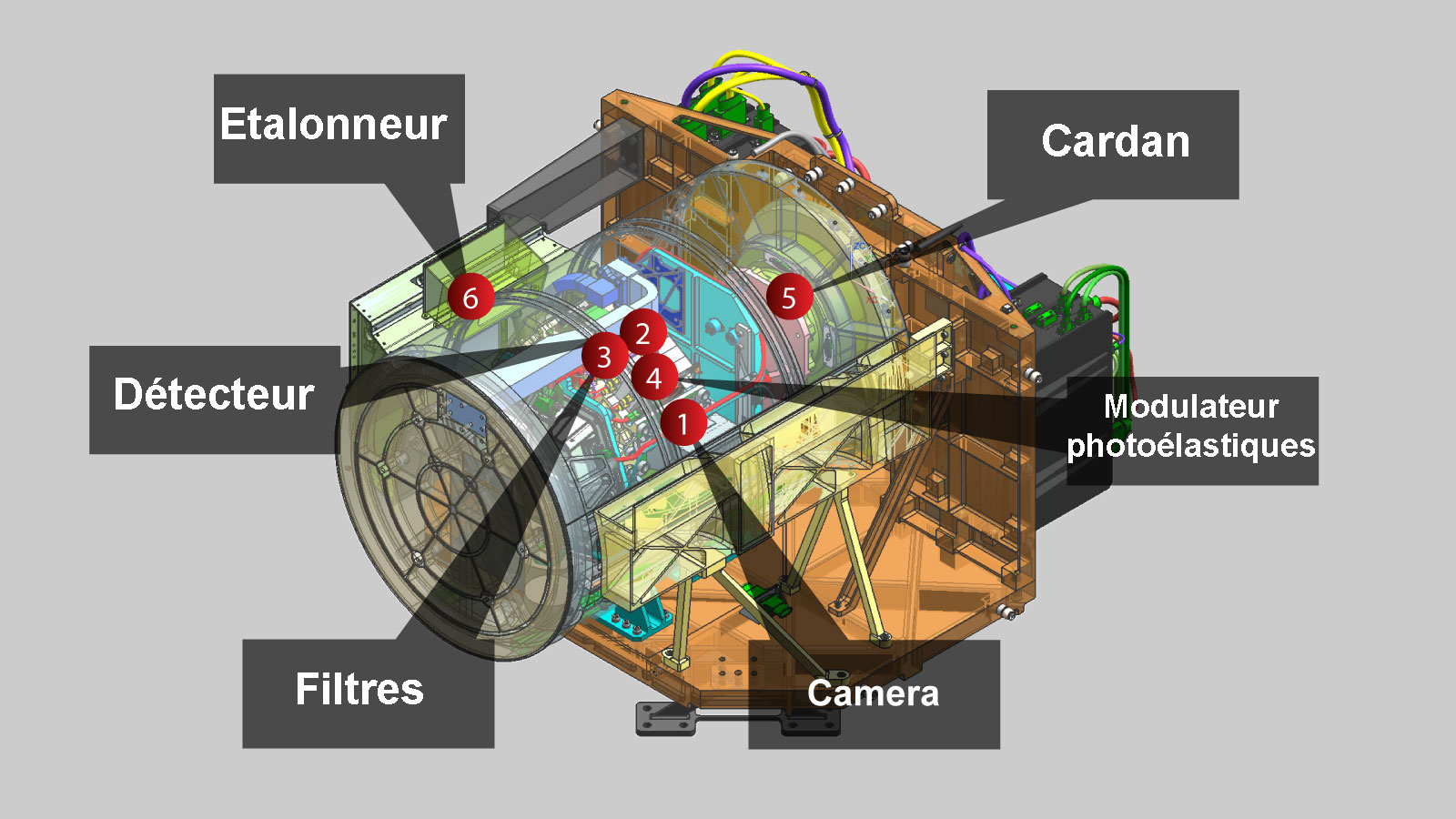
Principaux composants
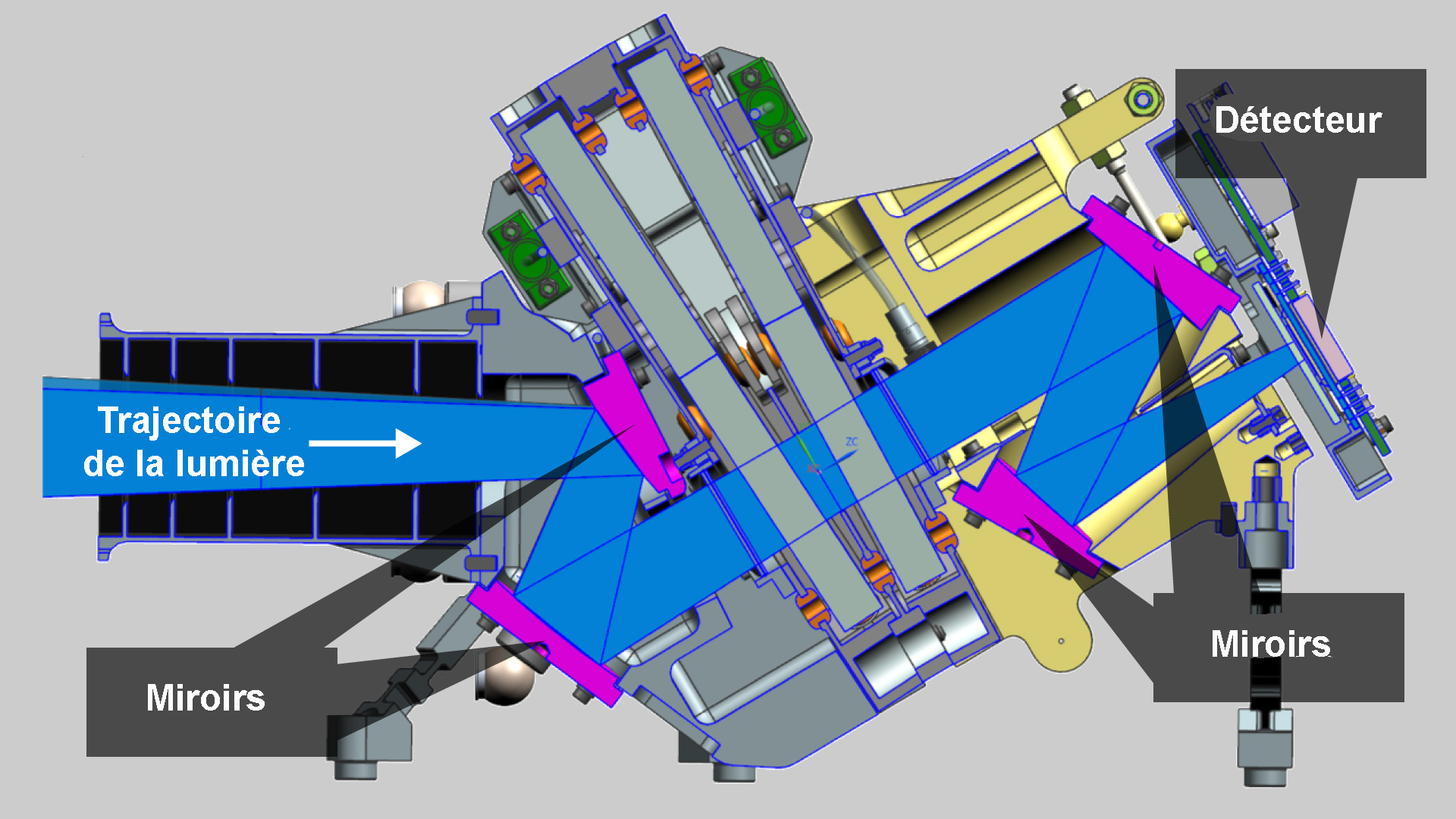
Vue en coupe

## Caractéristiques techniques
MAIA est une caméra de type pushbroom (en) développée par le JPL et conçue pour mesurer la réflexion de la lumière du Soleil sur le sol et l'atmosphère de la Terre. MAIA effectue ses observations grâce à des filtres dans 14 bandes spectrales distinctes situées entre 365 nanomètres (ultraviolet) et 2 123 nanomètres (proche infrarouge) dont trois polarisées (centrées sur 444, 646 et 1 044 nanomètres). Ces différentes mesures ainsi que le fait que lors du survol la zone ciblée est observée sous des angles différents (l'optique est montée sur un système pivotant avec deux degrés de liberté permettant un débattement de ±58° dans le sens du déplacement du satellite et de ±39° perpendiculairement à celui-ci) permet d'en déduire la nature et la concentration des différentes particules recherchées. L'instrument pèse environ 61 kilogrammes et consomme 41 Watts. Il génère en moyenne un volume de données de 5 megabits par seconde (spécifications de 2018).

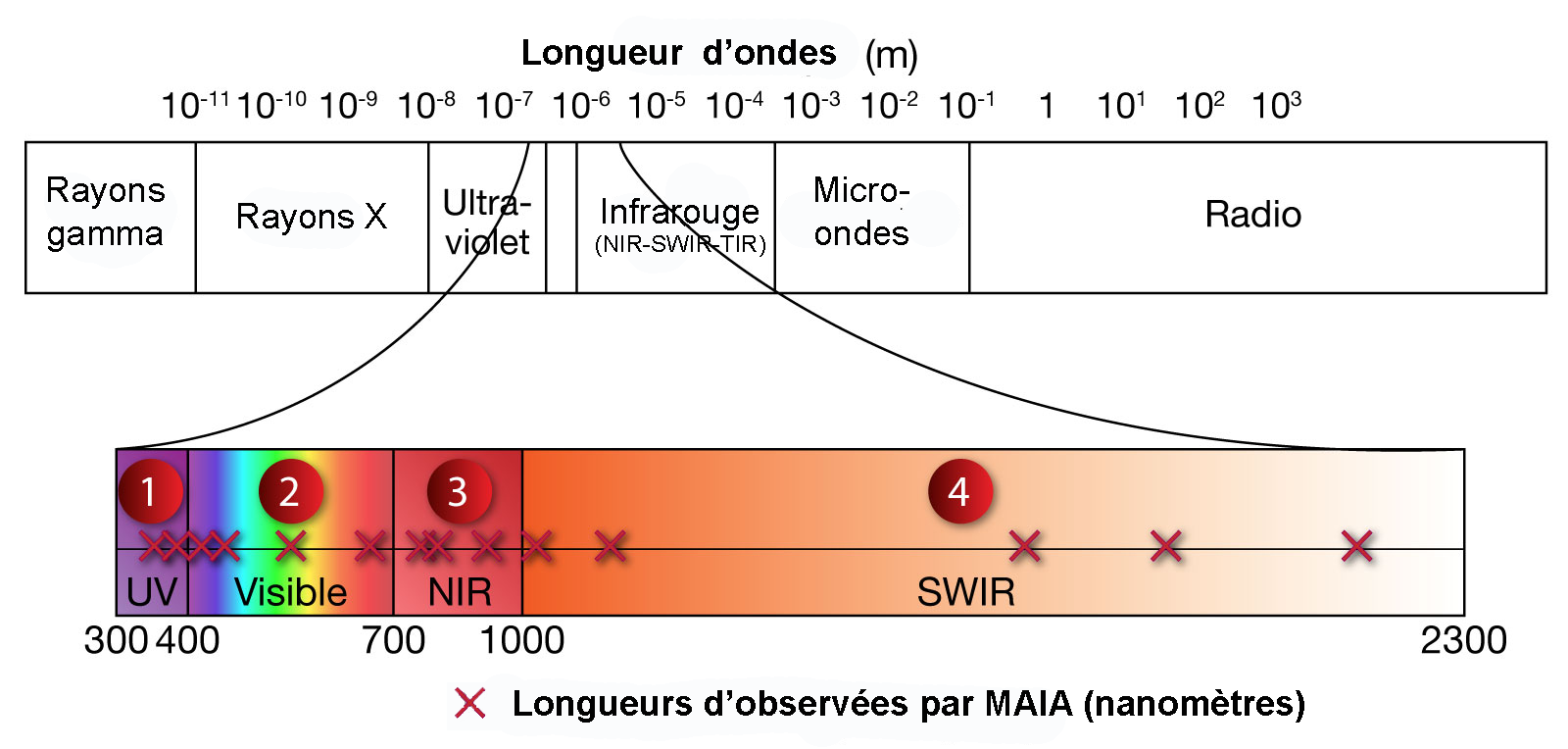
Les croix rouges sont situées au centre des différentes bandes spectrales observées par MAIA.

## Déroulement de la mission
L'instrument sera installé sur un satellite circulant sur une orbite héliosynchrone à une altitude de 740 kilomètres. Le satellite doit être lancé en 2024. La durée initiale de la mission est de trois ans.